# Araschnia kudlai
Araschnia kudlai är en fjärilsart som beskrevs av Adámek 1942. Araschnia kudlai ingår i släktet Araschnia och familjen praktfjärilar. Inga underarter finns listade i Catalogue of Life.